# Kjell Ola Dahl
Kjell Ola Dahl (Gjøvik, Noorwegen 4 februari 1958) is een Noorse schrijver van detectives of thrillers. Hij woont met zijn vrouw en drie kinderen in Eidsvoll. 

## Biografie
Na zijn eindexamen van de middelbare school in 1977 ging Dahl studeren aan de Universiteit van Oslo. Daar haalde hij kandidaatsexamens in de vakken psychologie, recht en bedrijfseconomie en reisde in die tijd ook door Noord- en Midden-Amerika. Na afronding van zijn universitaire studies werd hij docent aan een middelbare school in Bærum. In die periode, in 1993, debuteerde hij met de thriller  Dødens investeringer (Nederlandse vertaling: Gevangen in het web, uitgegeven in  2008). Dit werd de eerste uit een hele reeks misdaadromans waarin de rechercheurs Gunnarstranda en Frank Frølich een rol spelen. Deze serie is vertaald en gepubliceerd in onder ander het Verenigd Koninkrijk, Canada, Verenigde Staten, Spanje, Duitsland, Finland, Polen en Nederland.  
Dahl schrijft bovendien literaire romans zoals in 2006 Lindeman & Sachs en Lindemans tivoli, in het genre familiekroniek uit het niet zo verre verleden over handel drijven en geld. Van een ander boek in dit genre is een hoorspel gemaakt voor de NRK (Noorse publieke omroep). Dahl heeft in samenwerking met de filmregisseur  Hisham Zaman twee speelfilms gemaakt  (Vinterland en Før snøen faller).

### Romans en verhalen
- Dødens investeringer – misdaadroman (1993) (Gevangen in het web - 2008. ISBN 978-90-5672-251-7)
- Seksognitti – misdaadroman (1994)
- Miniatyren – misdaadroman (1996)
- Siste skygge av tvil – misdaadroman (1998)
- En liten gyllen ring – misdaadroman (2000) (Een kleine gouden ring - 2002. ISBN 978-90-5672-038-4)
- Mannen i vinduet – misdaadroman (2001) (Etalagemoord - 2003. ISBN 978-90-5672-065-0)
- Gjensynsgleder – love stories – novellen (2002)
- Lille tambur – misdaadroman (2003) (Een meer van leugens - 2005. ISBN 978-90-5672-145-9)
- Den fjerde raneren – misdaadroman (2005) (De vierde overvaller - 2006. ISBN 978-90-5672-202-9)
- Lindeman & Sachs – roman (2006)
- Svart engel – misdaadroman (2007) (Wraakengel - 2009.    ISBN 978-90-229-9534-1)
- Lindemans tivoli – roman (2008)
- Kvinnen i plast – misdaadroman (2010) (De vrouw in plastic - 2011  ISBN 978-90-229-9923-3)
- Isbaderen – misdaadroman (2011)
- Krueren –(2015)

Daarnaast schreef hij bijdragen aan verzamelbundels, non-fictie en filmscenarios. Voor En liten gyllen ring ontving hij in 2000  en voor Krueren in 2015 de  Rivertonprisen  een Noorse onderscheiding voor de beste misdaadroman, vergelijkbaar met de Nederlandse Gouden Strop.
- Bibsys: 90656902
- Biblioteca Nacional de España: XX1712109
- Bibliothèque nationale de France: cb123363643 (data)
- Gemeinsame Normdatei: 12214547X
- International Standard Name Identifier: 0000 0000 7826 7128
- Library of Congress Control Number: no97022991
- Nationale Bibliotheek van Letland: 000022185
- Nationale Bibliotheek van Tsjechië: mzk2006363372
- Nationale Bibliotheek van Israël: 987007419723305171
- Nederlandse Thesaurus van Auteursnamen: 242022618
- Istituto Centrale per il Catalogo Unico: UBOV813622
- LIBRIS: 357092
- Système universitaire de documentation: 032308922
- Virtual International Authority File: 87454388
- WorldCat: E39PBJbCTCdMFyFfYQFJkMV9jC